# Major League Soccer 1997
Het Amerikaans voetbalkampioenschap 1997 was het tweede seizoen van de Major League Soccer. Dezelfde 10 teams namen deel aan de competitie. De enige verandering was de naamswijziging van Kansas City Wiz in Kansas City Wizards.

## Eindstand

### Eastern Conference
| № | Club                   | WG | W  | SO  | V  | SO  | DV | DT | +/– | Punten |
| - | ---------------------- | -- | -- | --- | -- | --- | -- | -- | --- | ------ |
| 1 | D.C. United            | 32 | 21 | (4) | 11 | (4) | 70 | 53 | +17 | 55     |
| 2 | Tampa Bay Mutiny       | 32 | 17 | (3) | 15 | (2) | 55 | 60 | –5  | 45     |
| 3 | Columbus Crew          | 32 | 15 | (3) | 17 | (4) | 42 | 41 | +1  | 39     |
| 4 | New England Revolution | 32 | 15 | (4) | 17 | (4) | 40 | 53 | –13 | 37     |
| 5 | NY/NJ MetroStars       | 32 | 13 | (2) | 19 | (2) | 43 | 53 | –10 | 35     |

### Western Conference
| № | Club                | WG | W  | SO  | V  | SO  | DV | DT | +/– | Punten |
| - | ------------------- | -- | -- | --- | -- | --- | -- | -- | --- | ------ |
| 1 | Kansas City Wizards | 32 | 21 | (7) | 11 | (2) | 57 | 51 | +6  | 49     |
| 2 | Los Angeles Galaxy  | 32 | 16 | (2) | 16 | (4) | 55 | 44 | +11 | 44     |
| 3 | Dallas Burn         | 32 | 16 | (3) | 16 | (2) | 55 | 49 | +6  | 42     |
| 4 | Colorado Rapids     | 32 | 14 | (2) | 18 | (3) | 50 | 59 | –9  | 38     |
| 5 | San Jose Clash      | 32 | 12 | (3) | 20 | (6) | 55 | 59 | –4  | 30     |

## MLS Cup Play-offs
De beste vier teams van beide divisies kwalificeerden zich voor de play-offs. Hier streden ze via een kwartfinale, halve finale en een finale om het kampioenschap van de Major League Soccer.
|  | Kwartfinale            | Kwartfinale     | Kwartfinale | Kwartfinale |   |             | Halve finale | Halve finale | Halve finale | Halve finale |  |             | MLS Cup 1997 | MLS Cup 1997 | MLS Cup 1997 | MLS Cup 1997 |  |  |
|  |                        |                 |             |             |   |             |              |              |              |              |  |             |              |              |              |              |  |  |
|  | D.C. United            | 4               | 2           | 6           |   |             |              |              |              |              |  |             |              |              |              |              |  |  |
|  | New England Revolution | 1               | 1           | 2           |   |             |              |              |              |              |  |             |              |              |              |              |  |  |
|  | New England Revolution | 1               | 1           | 2           |   | D.C. United | 3            | 1            | 4            |              |  |             |              |              |              |              |  |  |
|  |                        |                 |             |             |   | D.C. United | 3            | 1            | 4            |              |  |             |              |              |              |              |  |  |
|  |                        | Columbus Crew   | 2           | 0           | 2 |             |              |              |              |              |  |             |              |              |              |              |  |  |
|  | Tampa Bay Mutiny       | Columbus Crew   | 2           | 0           | 2 | 1           | 0            | 1            |              |              |  |             |              |              |              |              |  |  |
|  | Tampa Bay Mutiny       |                 |             |             |   | 1           | 0            | 1            |              |              |  |             |              |              |              |              |  |  |
|  | Columbus Crew          | 2               | 2           | 4           |   |             |              |              |              |              |  |             |              |              |              |              |  |  |
|  | Columbus Crew          | 2               | 2           | 4           |   |             |              |              |              |              |  | D.C. United |              |              | 2            |              |  |  |
|  |                        |                 |             |             |   |             |              |              |              |              |  | D.C. United |              |              | 2            |              |  |  |
|  |                        | Colorado Rapids |             |             | 1 |             |              |              |              |              |  |             |              |              |              |              |  |  |
|  | Los Angeles Galaxy     | Colorado Rapids | 0           | 0           | 1 | 0           |              |              |              |              |  |             |              |              |              |              |  |  |
|  | Los Angeles Galaxy     |                 | 0           | 0           |   | 0           |              |              |              |              |  |             |              |              |              |              |  |  |
|  | Dallas Burn            | 1               | 3           | 4           |   |             |              |              |              |              |  |             |              |              |              |              |  |  |
|  | Dallas Burn            | 1               | 3           | 4           |   | Dallas Burn | 0            | 1            | 1            |              |  |             |              |              |              |              |  |  |
|  |                        |                 |             |             |   | Dallas Burn | 0            | 1            | 1            |              |  |             |              |              |              |              |  |  |
|  |                        | Colorado Rapids | 1           | 2           | 3 |             |              |              |              |              |  |             |              |              |              |              |  |  |
|  | Kansas City Wizards    | Colorado Rapids | 1           | 2           | 3 | 0           | 2            | 2            |              |              |  |             |              |              |              |              |  |  |
|  | Kansas City Wizards    |                 |             |             |   | 0           | 2            | 2            |              |              |  |             |              |              |              |              |  |  |
|  | Colorado Rapids        | 3               | 3           | 6           |   |             |              |              |              |              |  |             |              |              |              |              |  |  |

## Team prijzen
- Landskampioen - D.C. United
- U.S. Open Cup - Dallas Burn
- MLS Supporters' Shield - D.C. United

## Individuele prijzen

### Speler van de Week
| Week    | Speler              | Club                   |
| ------- | ------------------- | ---------------------- |
| Week 1  | Dave Salzwedel      | San Jose Clash         |
| Week 2  | Giuseppe Galderisi  | Tampa Bay Mutiny       |
| Week 3  | Carlos Valderrama   | Tampa Bay Mutiny       |
| Week 4  | Raúl Díaz Arce      | D.C. United            |
| Week 5  | Dante Washington    | Dallas Burn            |
| Week 6  | Roberto Donadoni    | NY/NJ MetroStars       |
| Week 7  | Doctor Khumalo      | Columbus Crew          |
| Week 8  | Damian Alvarez      | Dallas Burn            |
| Week 9  | Chiquinho Conde     | New England Revolution |
| Week 10 | Preki Radosavljević | Kansas City Wizards    |
| Week 11 | Eric Wynalda        | San Jose Clash         |
| Week 12 | Preki Radosavljević | Kansas City Wizards    |
| Week 13 | Gilmar              | Tampa Bay Mutiny       |
| Week 14 | Paul Bravo          | Colorado Rapids        |
| Week 15 | Tab Ramos           | NY/NJ MetroStars       |
| Week 16 | Dante Washington    | Dallas Burn            |
| Week 17 | Antony de Ávila     | NY/NJ MetroStars       |
| Week 18 | Gilmar              | Tampa Bay Mutiny       |
| Week 19 | Wolde Harris        | Colorado Rapids        |
| Week 20 | Thomas Dooley       | Columbus Crew          |
| Week 21 | Giovanni Savarese   | NY/NJ MetroStars       |
| Week 22 | Marco Etcheverry    | D.C. United            |
| Week 23 | Eduardo Hurtado     | Los Angeles Galaxy     |
| Week 24 | Cobi Jones          | Los Angeles Galaxy     |
| Week 25 | Martín Vásquez      | Tampa Bay Mutiny       |
| Week 26 | Marcelo Balboa      | Colorado Rapids        |

### Speler van de Maand
| Maand     | Speler       | Club                   |
| --------- | ------------ | ---------------------- |
| April     | Jaime Moreno | D.C. United            |
| Mei       | Alain Sutter | Dallas Burn            |
| Juni      | John Harkes  | D.C. United            |
| Juli      | Wélton       | Los Angeles Galaxy     |
| Augustus  | Brad Friedel | Columbus Crew          |
| September | Walter Zenga | New England Revolution |

### Jaarprijzen
| Prijs                   | Naam                | Team                |
| ----------------------- | ------------------- | ------------------- |
| Most Valuable Player    | Preki Radosavljevic | Kansas City Wizards |
| Topscorer               | Jaime Moreno (16)   | D.C. United         |
| Verdediger van het jaar | Eddie Pope          | D.C. United         |
| Doelman van het Jaar    | Brad Friedel        | Columbus Crew       |
| Beste Nieuwkomer        | Mike Duhaney        | Tampa Bay Mutiny    |
| Trainer van het Jaar    | Bruce Arena         | D.C. United         |
| Doelpunt van het Jaar   | Marco Etcheverry    | D.C. United         |
| Fair Play Prijs         | Mark Chung          | Kansas City Wizards |

## Statistieken

### Topscorers
- In onderstaand overzicht zijn alleen spelers opgenomen met tien of meer treffers achter hun naam in de reguliere competitie.

| №  | Naam                | Club                | Goals | Pen. | Duels | Gem. |
| -- | ------------------- | ------------------- | ----- | ---- | ----- | ---- |
| 1  | Jaime Moreno        | D.C. United         | 16    | 5    | 20    | 0,80 |
| 2  | Raúl Díaz Arce      | D.C. United         | 15    | 2    | 22    | 0,68 |
| 3  | Giovanni Savarese   | MetroStars          | 14    | 0    | 29    | 0,48 |
| 4  | Ronald Cerritos     | San Jose Clash      | 12    | 0    | 22    | 0,54 |
| 5  | Preki Radosavljevic | Kansas City Wizards | 12    | 3    | 27    | 0,44 |
| 6  | Dante Washington    | Dallas Burn         | 12    | 0    | 30    | 0,40 |
| 7  | Damián Álvarez      | Dallas Burn         | 11    | 4    | 19    | 0,58 |
| 8  | Wélton              | Los Angeles Galaxy  | 11    | 0    | 29    | 0,38 |
| 9  | Roy Lassiter        | Tampa Bay Mutiny    | 10    | 0    | 24    | 0,42 |
| 10 | Jeff Baicher        | San Jose Clash      | 10    | 0    | 32    | 0,31 |
| 10 | Mark Chung          | Kansas City Wizards | 10    | 0    | 32    | 0,31 |

### Scheidsrechters
- Cijfers betreffen zowel de reguliere competitie als de play-offs.

| Naam                | Duels | Kreeg geel | Kreeg voor de tweede keer geel en dus rood | Weggestuurd |
| ------------------- | ----- | ---------- | ------------------------------------------ | ----------- |
| Esfandiar Baharmast | 17    | 45         | 1                                          | 1           |
| Brian Hall          | 16    | 38         | 0                                          | 1           |
| Paul Tamberino      | 13    | 30         | 1                                          | 1           |
| Kevin Terry         | 12    | 28         | 2                                          | 5           |
| Richard Grady       | 11    | 40         | 2                                          | 4           |
| Tim Weyland         | 11    | 36         | 0                                          | 3           |
| Raul Dominguez      | 10    | 24         | 0                                          | 2           |
| Arturo Angeles      | 10    | 26         | 1                                          | 0           |
| Joshua Patlak       | 10    | 31         | 0                                          | 1           |
| Noel Kenny          | 10    | 30         | 0                                          | 0           |
| Kevin Stott         | 10    | 22         | 0                                          | 1           |
| Ali Saheli          | 8     | 21         | 1                                          | 0           |
| John Weselak        | 7     | 17         | 0                                          | 2           |
| Ted Covaciu         | 6     | 20         | 1                                          | 2           |
| Toru Kamikawa       | 6     | 15         | 2                                          | 0           |
| Zim Boulos          | 5     | 26         | 1                                          | 1           |
| Alberto Giordano    | 2     | 4          | 0                                          | 0           |
| Robert Sheker       | 2     | 2          | 0                                          | 0           |
| Marcel Yonan        | 2     | 6          | 0                                          | 0           |
| Byung-Il Noh        | 1     | 4          | 0                                          | 0           |
| Todd Perry          | 1     | 2          | 0                                          | 1           |
| Refugio Ramirez     | 1     | 0          | 0                                          | 0           |
| Jorge Reyes         | 1     | 2          | 0                                          | 0           |
| Roger Sill          | 1     | 4          | 1                                          | 0           |
| Totaal              | 173   | 473        | 13                                         | 23          |

### Toeschouwers
- Cijfers betreffen alleen de reguliere competitie.

| №      | Club                   | Totaal    | Duels | Gem    | Record |
| ------ | ---------------------- | --------- | ----- | ------ | ------ |
| 1      | New England Revolution | 342.762   | 16    | 21.423 |        |
| 2      | Los Angeles Galaxy     | 330.015   | 16    | 20.626 |        |
| 3      | NY/NJ MetroStars       | 270.388   | 16    | 16.899 |        |
| 4      | D.C. United            | 267.171   | 16    | 16.698 |        |
| 5      | Columbus Crew          | 240.680   | 16    | 15.043 |        |
| 6      | San Jose Clash         | 217.546   | 16    | 13.597 |        |
| 7      | Colorado Rapids        | 189.355   | 16    | 11.835 |        |
| 8      | Tampa Bay Mutiny       | 181.322   | 16    | 11.333 |        |
| 9      | Dallas Burn            | 154.845   | 16    | 9.678  |        |
| 10     | Kansas City Wizards    | 144.935   | 16    | 9.058  |        |
| Totaal | Totaal                 | 2.339.019 | 160   | 14.619 |        |